# Ho sposato un'aliena
Ho sposato un'aliena (My Stepmother Is an Alien) è un film statunitense del 1988, diretto da Richard Benjamin. È una commedia fantascientifica interpretata da Kim Basinger e Dan Aykroyd.

## Trama
Steven Mills è un fisico, vedovo da cinque anni e con una figlia adolescente, Jessie. I suoi studi riguardano una lontana galassia sulla quale sta compiendo esperimenti. Gli abitanti di uno di questi pianeti si accorgono che il fisico è vicino a scoprirlo, anche perché inconsapevolmente egli riesce a colpirlo, rischiando di distruggerlo perciò inviano sulla terra Celeste, una stupenda aliena, che avrà il compito di indagare sulle ricerche scientifiche iniziate da Steven e fargli ripetere la trasmissione, altrimenti il suo pianeta morirà. Celeste si precipita sulla Terra con un alieno a forma di occhio che nasconde in una borsa, capace di fare qualsiasi cosa; esso dovrà guidarla nel suo soggiorno terrestre. Celeste incontra Steven in una festa organizzata dal fratello Ron. Steven si innamora all'istante di lei e anche ella sembra ricambiarlo: i due passano la notte insieme e già appena il giorno dopo si sposano.
Jessie, la figlia, all'inizio è contenta della nuova matrigna, ma quando inizia a scoprire le strane abitudini di Celeste, come quelle di mangiare delle batterie o estrarre il cibo bollente dal forno senza utilizzare dei guanti, la ragazzina inizia a insospettirsi e cerca di convincere il padre che qualcosa in lei non è umano, ma invano. 
Un giorno Jessie scopre il pauroso alieno nella borsa di Celeste, che la fa levitare e la mette a testa in giù minacciandola, Celeste cerca di rassicurare la giovane e confessa di essere un'aliena e di come dovrà andarsene una volta scoperta fatta ripetere la trasmissione a Steven, ma Jessie in lacrime le rinfaccia di come il padre soffrirà terribilmente perché ormai troppo innamorato di lei. Quando Steven torna a casa, la figlia cerca di convincere il padre di ciò che ha scoperto, ma non viene creduta e fugge in bicicletta inseguita dai due; nella corsa ad un certo punto sta per essere investita da un'auto ma Celeste grazie ai poteri dell'alieno 'borsa' la salva. Steven capisce finalmente la verità; Jessie comprende che Celeste è buona e che si è 'tradita' per salvarle la vita. Celeste confessa a Steven che dovrà tornare sul suo pianeta quando e se Steven riuscirà a ripetere la trasmissione.
Alla fine Steven, con l'aiuto dell'amico Grady riesce a ripetere la trasmissione e a salvare il pianeta di Celeste.
Tuttavia il gran consiglio di tale pianeta vuole distruggere la Terra perché Steven sa come distruggerli.
Fortunatamente i due riescono a convincerli che non è stato un atto di aggressione, ma un incidente, dunque grazie alla benedizione degli alieni, Celeste felice può rimanere sulla terra, mentre il fratello di Steven, Ron, andrà sul pianeta dell'aliena per spiegare la cultura e tutto quello che c'è sulla Terra, accompagnato su una navicella spaziale servita da numerose assistenti di volo che a lui sembrano tutte la principessa Stephanie, la donna che a Ron piace tanto.

## Produzione
La sceneggiatura del film deriva dalla rielaborazione in chiave comica di un vecchio soggetto del 1981, scritto da Jericho Stone, ispirato da sue vicende personali. Nella storia originale il bambino protagonista subiva continui abusi da parte di un genitore adottivo, e cercava di far credere a sé stesso che il suo persecutore era un alieno. Nel 1984 la Paramount Pictures riprese il soggetto e decise di renderlo più convincente in forma di commedia fantascientifica.
All'inizio il ruolo di Celeste fu offerto ad altre attrici, tra cui Bette Midler, Julie Andrews e Raquel Welch.

## Riconoscimenti
- 1990 - Saturn Award
  - Nomination Miglior film di fantascienza
  - Nomination Miglior attrice protagonista a Kim Basinger
- 1989 - Young Artist Award
  - Nomination Miglior film d'animazione o fantasy per la famiglia
  - Nomination Miglior attrice giovane in un film commedia o fantasy a Alyson Hannigan